# Жетулио Варгас
Жетулио Дорнелес Варгас (порт. Getúlio Dornelles Vargas; Сао Боржа, 19. април 1882 — Рио де Жанеиро, 24. август 1954) био је бразилски политичар, те председник Бразила у два наврата (1930—1945. и 1951—1954. године).

## Биографија
Рођен је у месту Сао Боржа, држава Рио Гранде до Сул, у породици гаучоса. Прво је пошао у војску, а после је студирао право.
Ушао је у републиканску политику, био изабран у Представнички дом и на многе друге функције. Од 1928. године до 1930. године био је гувернер своје државе. Када је 24. октобра 1930. године извршен пуч којим је свргнут председник Вашингтон Луис и његов наследник, који је поразио Варгаса на изборима раније те године, био је именован за привременог председника.
Владао је као диктатор. Спроводио је популистичку политику и подстицао национализам, сузбијајући левичарску идеологију. Његова држава била је устројена слично као Италија под влашћу Бенита Мусолинија или Португалија којом тада влада Антонио де Оливеира Салазар. По узору на њега прогласио је тзв. Нову државу (Estado Nuovo) 1937. године.
Првобитно је био под утицајем млађих војних официра који су били против земљопоседника и плантажера кафе, а касније је на њега утицао бразилски интегрализам којег је водио бразилски фашиста Плинио Салгадо. Рекао је да Бразилци морају помоћи „усавршити своје произвођаче до те мере када ће постати недомољубно хранити се или облачити страном робом“.
Толерисао је антисемитизам, пославши телеграм за рођендан Адолфу Хитлеру. Иако су му вође Сила осовине понудили да Бразил постане њихов савезник, Варгас је ту понуду одбио 1937. године. Пред крај рата 1944. године, прешао је на страну Савезника.
Свргнут је 1945. године под утицајем антидиктаторских и продемократских струјања међу народом.
Међутим, наредни, проамерички оријентисани председник Гаспар Дутра, оставио је Бразил у економској кризи, јер је током мандата новац углавном трошио на интересе САД у бразилској привреди. Због тога се Варгас вратио на функцију председника 1951. године и у привреди поново ставио природна богатства Бразила испред интереса САД.
Након политичке кризе узроковане атентатом на градоначелника Рио де Жанеира, Варгас је починио самоубиство 1954. године у председничкој палати Рио де Жанеира.